# Ruggieri degli Ubaldini

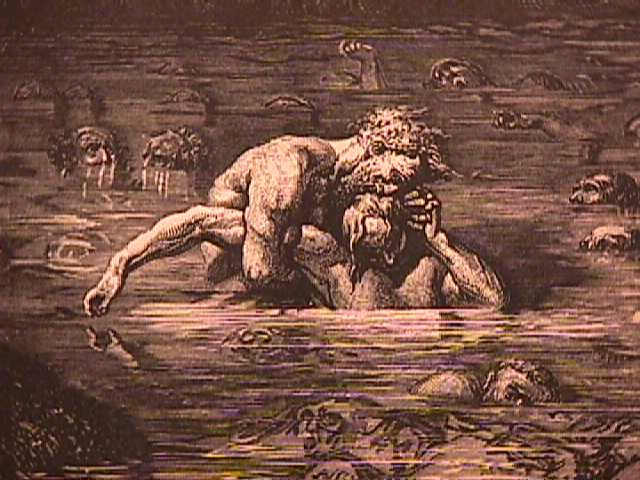
Ugolino mordiendo al arzobispo Ruggieri, ilustración de Gustave Doré

Ruggieri degli Ubaldini (Mugello, ... – Viterbo, 15 de septiembre de 1295) fue un arzobispo católico italiano.

## Biografía
Ruggieri degli Ubaldini nació en la potente familia de los condes de Pila, hijo de Ubaldino y sobrino del cardenal Ottaviano degli Ubaldini. Inició la carrera eclesiástica en la curia arzobispal de Bolonia, después en el 1271 fue llamado por los gibelinos de Ravenna como arzobispo, junto a otro prelado nombrado por los güelfos. Los contrastes entre los dos convencieron al Papa a excluir a ambos. En el 1278 fue arzobispo de Pisa, ciudad en ese entonces gobernada por los güelfos Ugolino della Gherardesca y Nino Visconti. 
Ruggieri se estableció justo cuando se iniciaban los conflictos entre los dos e inicialmente intentó favorecer a los gibelinos, aunque temprano, fingiendo ser amigo de Nino, los puso uno contra el otro logrando deshacerse de ambos. Guio la revuelta que llevó a la deposición del conde Ugolino junto con las familias de los Gualandi, de los Sismondi y de los Lanfranchi. Según la versión de un cronista contemporáneo, que Dante siguió, él habría hacho prisionero Ugolino con la traición: lo cierto es que lo encerró en la Torre della Muda junto a los dos hijos y a dos nietos, en la cual ellos murieron. 
Probablemente por este motivo, o por la traición a Visconti, Dante lo puso entre los traidores políticos del Infierno. También el papa Nicolás IV lo reprobó duramente y le envió una condena por su conducta despiadada contra Ugolino y los güelfos, pero la muerte del pontífice evitó cualquier condena sobre él.
Después de la muerte de Ugolino, en el 1289 Ruggieri se hizo nombrar podestà de Pisa, pero fue incapaz de sostener la lucha que le había declarado Visconti y tuvo que renunciar a su cargo. Siguió viviendo en su archidiócesis, conservando el título, hasta la muerte que sucedió en el 1295 en Viterbo, donde se había establecido desde hacía poco tiempo. Su tumba, después desaparecida, fue colocada en el claustro del monasterio anexo a la iglesia de Viterbo de Santa Maria in Gradi, hoy sede de la Universidad de los Estudios de Tuscia.

## Ruggieri en el Infierno dantesco
Has de saber que yo fui el conde Ugolino

y que éste es el arzobispo Ruggieri;

ahora te diré porqué le soy tal vecino.
Inferno XXXIII, vv. 13-15

El arzobispo Ruggieri aparece en el canto XXXIII del Infierno de Dante Alighieri, en la segunda zona del noveno círculo, en la Antenora donde son castigados los traidores a la patria, siendo citado como antagonista del célebre conde Ugolino della Gherardesca. Por su comportamiento en vida, su pena está agravada con ser mordido por Ugolino, por haber condenado a cuatro inocentes a morir con un culpable. Su figura en el poema es completamente muda y ausente, tanto que parece petrificada en su suplicio.